# Jezioro Dywańskie
Jezioro Dywańskie – przepływowe jezioro rynnowe położone na Równinie Charzykowskiej w obrębie Kaszub Południowych (na obszarze powiatów bytowskiego i kościerskiego, województwa pomorskiego). Dywańskie zajmuje powierzchnię 32,3 ha i jest otoczone lasami Zaborskiego Parku Krajobrazowego. Do 1 września 1939 roku przez jezioro przebiegała granica polsko-niemiecka. Przez jezioro przepływa rzeka Zbrzyca będąca szlakiem kajakowym.